# Germán Boris Vladimirovich
Germán Borís Vladímirovich (1876 - Buenos Aires, aprox. 1927) fue un anarquista ruso. Médico y biólogo, desempeñó temporalmente una cátedra en Zúrich (Suiza); nunca ejerció su profesión. Fue escritor y pintor. Participó en el primer asalto con fines políticos en la Argentina, dando inicio al ilegalismo.

## Primeros años
Nació en 1876, en una familia de la aristocracia. En 1896 ―a los 20 años― se casó con una obrera revolucionaria, renunciando a su abolengo. Completó estudios universitarios como médico y biólogo. Nunca ejerció su profesión, salvo una cátedra en Zúrich, Suiza. Fue autor de tres libros de sociología y algunos artículos. Hablaba con fluidez alemán, francés y ruso y aceptablemente el español. Paralelamente desarrolló una carrera de pintor (en Buenos Aires la policía encontró 24 pinturas de su autoría).
Activo socialdemócrata, participó como delegado ruso en el Congreso Socialista de Ginebra de 1904, donde tuvo disidencias con Lenin. Así comienza su viraje ideológico hacia el anarquismo. La muerte de su esposa lo sumió en una tremenda depresión, a lo que se le sumó el fracaso en la Revolución rusa de 1905. Comienza a padecer de alcoholismo y algunos problemas cardíacos. Luego de donar su casa en Ginebra a sus camaradas, llega a la Argentina en 1909, radicándose en Santa Fe. Allí se vincula con círculos obreros de inmigrantes rusos, pero a los pocos meses se traslada al Chaco donde vive por cuatro años y medio, y se dedica a la exploración geográfica del territorio. Su situación económica es exigua. En 1914 viaja a Buenos Aires.
Según el diario La Razón de Buenos Aires, que publicó en la época un esbozo biográfico de Vladímirovich:

En Buenos Aires será recibido con los brazos abiertos por los elementos avanzados que no podían olvidar a pesar de su larga ausencia, su actuación libertaria con respecto a su país de origen, que lo presentaba rodeado de una aureola de apóstol más luminosa aún después de sus ostracismos. Y volvió a su tarea de propagandista dado conferencias, persuadiendo, predicando en los centros ya fueran numerosas o reducidas asambleas, no importaba. Al estallar los disturbios de 1919, Borís Vladímirovich fue a la Chacarita para organizar allí un comité revolucionario de ideas, se entiende, con una base seria, pero se encontró con un montón de gente que no obedecía a plan alguno y que demostraba una absoluta incapacidad para ello, que se limitaba a disparar aturdidamente sus armas en todas direcciones. Su desaliento fue enorme.
Diario La Razón

## Actividad expropiadora
Obsesionado con la idea de editar un periódico dirigido a la comunidad rusa para apoyar los acontecimientos revolucionarios en Rusia, y determinado a conseguir fondos para cumplir con ello, es que Vladímirovich se inclinó por la vía expropiadora. En esta época sus escasos ingresos provienen de la venta de sus cuadros.
Contactó con el anarquista Luis Chelli, chofer de profesión, un hombre de acción que había tenido alguna participación activa en la Semana trágica de enero de 1919. También suma a Andrés Babby, un anarquista ruso de nacionalidad austríaca que es su compañero de habitación en la calle Corrientes 1970, donde vivían. Con las informaciones que le proporciona Chelli, Vladímirovich desarrolla un plan de acción.

## Asalto a la casa de cambios Perazzo
Luego de hacer un seguimiento de los movimientos de los dueños de una agencia de cambios en la calle Rivadavia 347 de Buenos Aires, Babby asalta al matrimonio que llevaba una maleta con dinero, al bajarse de un tranvía. Luis Chelli los seguía en auto. En el tumulto, Babby comienza a efectuar disparos, lo que alerta a la policía. En su nerviosismo abandona al chofer Chelli y emprende la fuga corriendo. Rodeado y herido en un brazo, Babby hiere mortalmente a uno de sus perseguidores, antes de quedarse sin balas y ser apresado. En el tiroteo resulta herido gravemente un vecino del barrio de Chacarita, donde se produjo el asalto.
Luego de una acelerada investigación, ya que los interrogatorios a Babby resultaron infructuosos, la policía detiene a Chelli y posteriormente a Vladímirovich, quien se encontraba en la villa de San Ignacio (en la provincia de Misiones). El profesor ruso se convierte en la sensación de Posadas (capital de Misiones), y es visitado en su lugar de detención por el gobernador Barreiro.
Recluidos en la Penitenciaría, son condenados duramente por un juez Martínez: 25 años de prisión a Babby y a Vladímirovich (que finalmente les extenderá a prisión perpetua) y un año de prisión a Chelli.
Cuando le fue comunicada la pena a Borís Vladímirovich, este, sin inmutarse, señaló:

La vida de un propagandista de ideas como yo está expuesta a estas contingencias. Lo mismo hoy que mañana. Ya sé que no veré el triunfo de mis ideas pero otros vendrán detrás más pronto o más tarde.
Borís Vladimírovich

Fue conducido al penal de Ushuaia, donde su salud se deterioró por las condiciones extremas del establecimiento carcelario y por los malos tratos constantes. Dentro de la prisión Vladímirovich siguió difundiendo el ideal libertario.

## Asesinato de Pérez Millán
El 15 de junio de 1923, Kurt Wilckens ―el anarquista que había ejecutado al teniente coronel Héctor Benigno Varela (quien a su vez era el comandante que había ordenado los fusilamientos de 1500 obreros en las huelgas de los obreros de Santa Cruz en 1921)―, fue asesinado en su celda por Jorge Ernesto Pérez Millán Témperley. Este era un joven de familia adinerada que militaba en la protofascista Liga Patriótica Argentina, liderada por Manuel Carlés. Para evitarle una penosa estancia en la cárcel, los amigos de Pérez Millán movieron influencias y lograron que en abril de 1925 fuera internado en el Hospital psiquiátrico Vieytes (actual Hospital Borda), de Buenos Aires.
Vladímirovich, profundamente afectado por el episodio y a fin de vengar la muerte de Wilckens, comenzó a fingir ataques de locura en el penal de Ushuaia. Fue trasladado al manicomio en Buenos Aires, aunque a un pabellón distinto del que se hallaba Pérez Millán, quien tenía un trato preferencial. Sus vínculos anarquistas le hicieron llegar un revólver con el que perpetrar el asesinato.
Como no podía acceder al pabellón de Pérez Millán Temperley, convenció a un interno que circulaba libremente, un yugoslavo llamado Esteban Lucich, para que vengara a Wilckens, eliminando a su asesino. Lucich disparó sobre Pérez Millán el 9 de noviembre de 1925, causándole heridas mortales que le provocaron una larga agonía.
Vladímirovich fue interrogado pero nunca pudieron probarle vinculación con el acontecimiento. Fue sometido a todo tipo de vejaciones, pero nunca confesó su participación. Si bien se lograron declaraciones de los internos que incriminaban completamente a Vladímirovich, no pudieron ser utilizadas procesalmente por provenir de inimputables ante la ley. Falleció pocos años después, sin recuperar su libertad.